# Harry Ryan
Harry Edgar Ryan, född 21 november 1893 i St. Pancras, död 14 april 1961 i Ealing, var en brittisk tävlingscyklist.
Ryan blev olympisk guldmedaljör i tandem vid sommarspelen 1920 i Antwerpen.